# Bauhinia touranensis
Bauhinia touranensis är en ärtväxtart som beskrevs av François Gagnepain. Bauhinia touranensis ingår i släktet Bauhinia och familjen ärtväxter. Inga underarter finns listade i Catalogue of Life.